# Timia
Timia este o comună rurală din departamentul Arlit, regiunea Agadez, Niger, cu o populație de 8.319 locuitori (2001).